# إيفان هيد
إيفان هيد هو دبلوماسي كندي، ولد في 28 يوليو 1930 في كالغاري في كندا، وتوفي في 1 نوفمبر 2004 في فانكوفر في كندا.